# Давлятовка (Караідельський район)
Давля́товка (рос. Давлятовка, башк. Дәүләт) — присілок у складі Караідельського району Башкортостану, Росія. Входить до складу Караідельської сільської ради.
Населення — 27 осіб (2010; 32 у 2002).
Національний склад:
- башкири — 100 %